# Варсбер
Варсбе́р (фр. Varsberg) — коммуна во французском департаменте Мозель региона Лотарингия. Относится к кантону Буле-Мозель.

## Географическое положение
Варсбер расположен в 34 км к востоку от Меца. Соседние коммуны: Гертен на севере, Ам-су-Варсбер на северо-востоке, Дьезан на востоке, Порселет на юго-востоке, Бушпорн на юге, Бистан-ан-Лоррен и Обервис на юго-западе, Нидервис на западе.
Через Варсбер протекает Бист, берущий своё начало у соседнего Бистан-ан-Лоррен.

## История
- Следы галло-романской культуры.

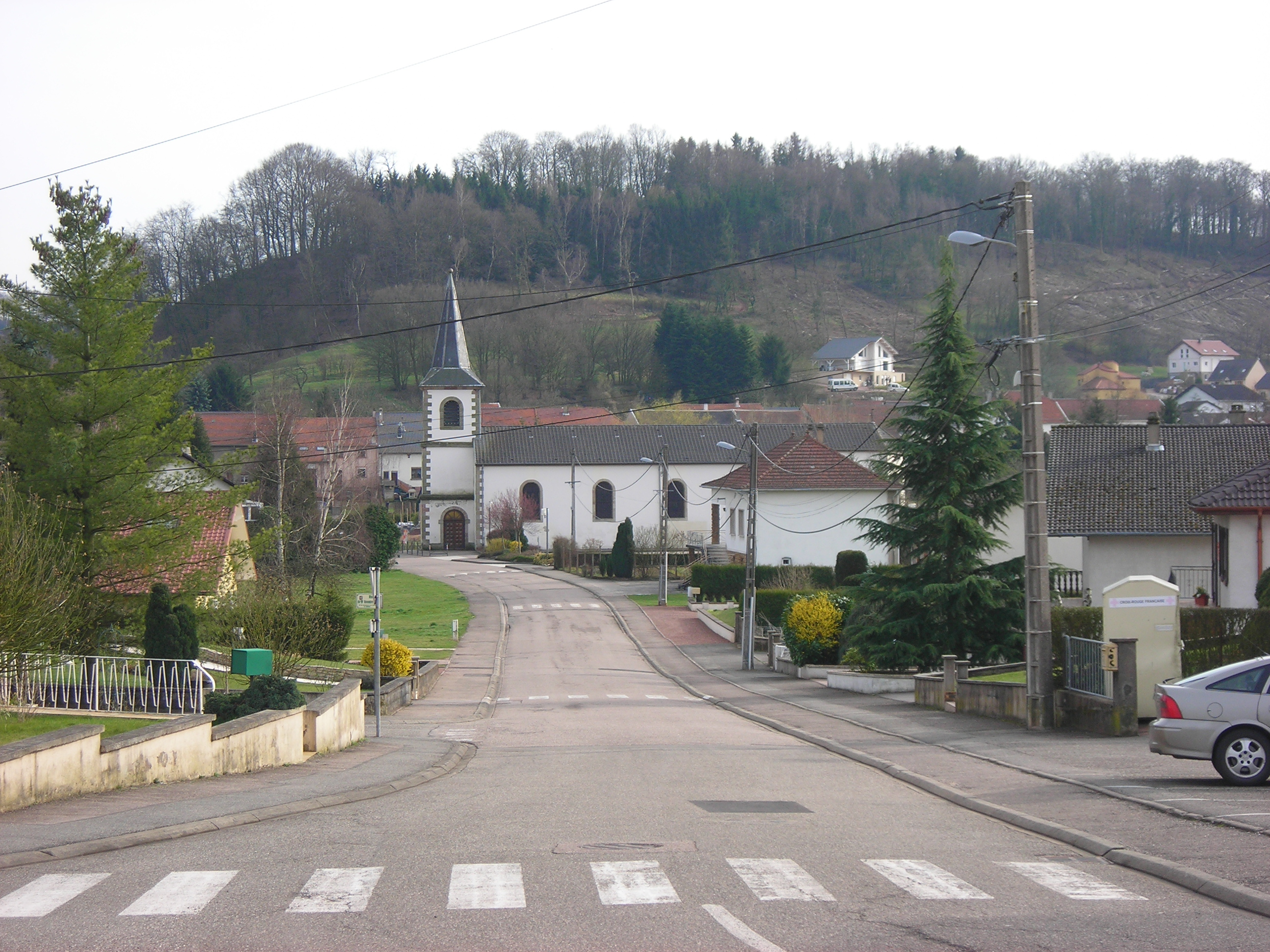
Вид на Варсбер и церковь Сент-Блэз

- Коммуна бывшего герцогства Лотарингия, входил в сеньорат Булеи.
- В XI веке был центром сильного сеньората Варсберг.
- Два городских замка Варсбера позволяли контролировать долину обширного леса Варндт. Сеньор де Варсбер поддержал графа Антуана де Водемон против герцога Лотарингии Рене Анжуйского Доброго в битве под Бюльньевилем 2 июля 1431 года. В результате оба замка были разрушены армией герцога.
- Старый Варсбер так и не оправился от разрушения, стал оплотом разбойников и был снесён по приказу епископа Конрада II Байера де Боппар. Новый Варсбер (нынешний Ам-су-Варсбер) отстраивался вплоть до 1834 года, когда сэры де Варсбер покинули Францию и перебрались в Австрию.

## Население
По переписи 2008 года в коммуне проживало 965 человек.

## Достопримечательности

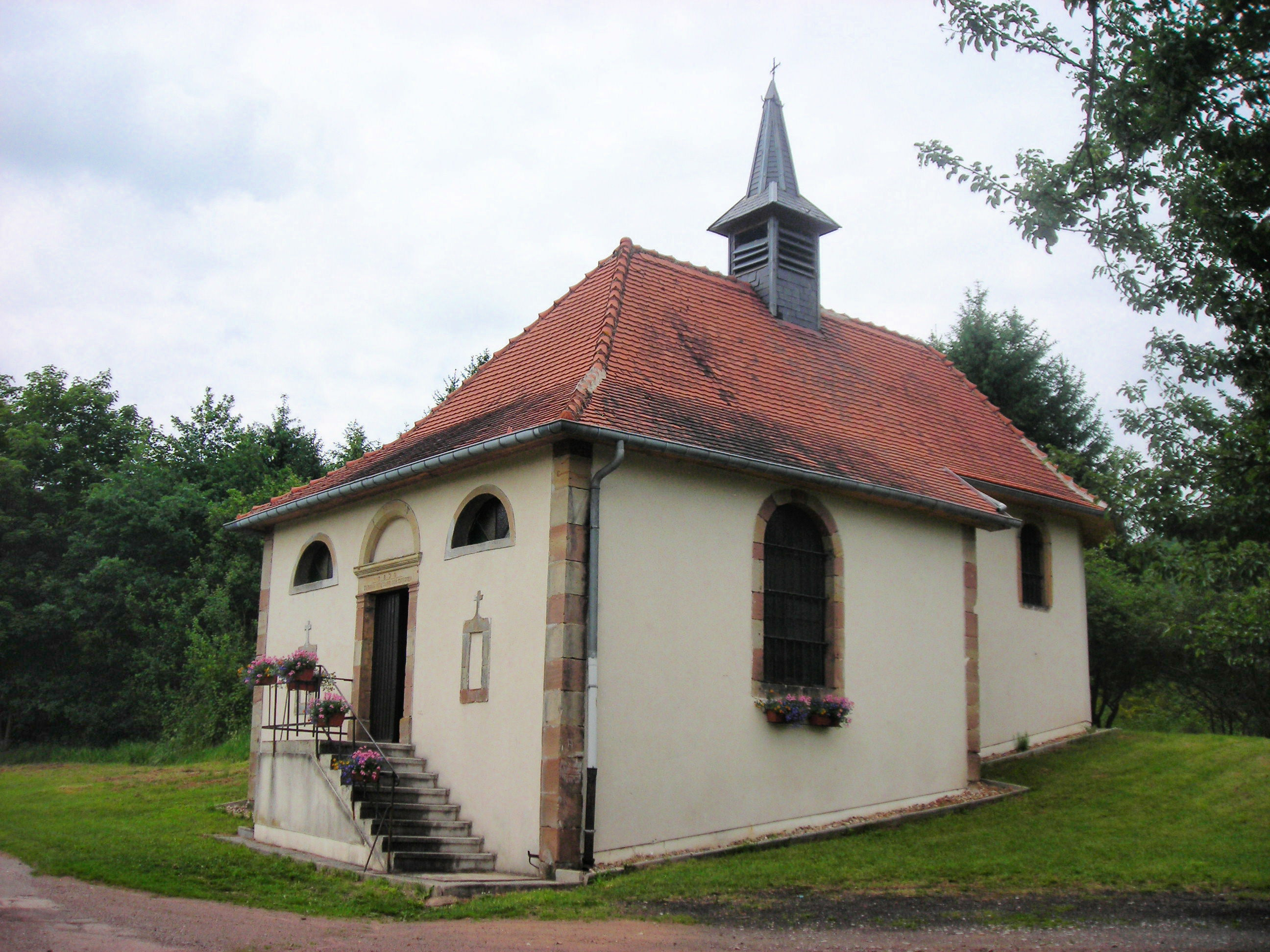
Часовня Нотр-Дам-де-Бон-Секур.

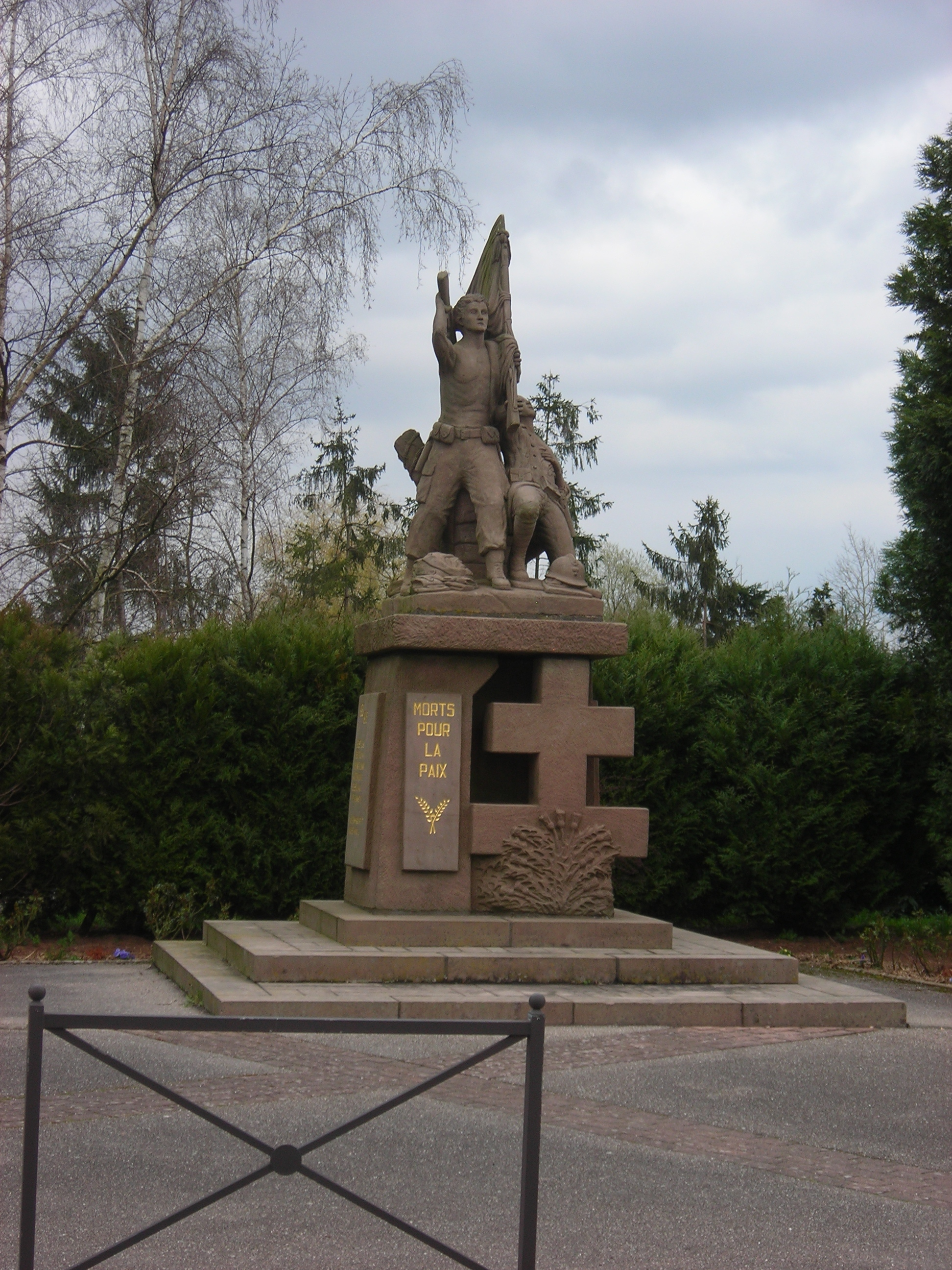
Памятник павшим.

- Развалины старого замка, сооружённого в 1258 году, расположены на холме, называемом Гесбер.
- Второй замок, называемый Гран-Вернеспер, возвышается над окрестностями. Сохранились элементы XIII—XV веков, но в основном реконструирован в XIX веке. Часовня в неоготическом стиле сооружена в 1881 году.
- Памятник павшим, соорушён в 1972 году.
- Церковь Сент-Блэз сооружена в 1774 году.
- Часовня Нотр-Дам-де-Бон-Секур, 1870 года.